# Universität-Bibel-Freundschaft
Universität-Bibel-Freundschaft (UBF; englisch University Bible Fellowship) ist eine weltweit agierende evangelikale Missionsorganisation mit dem Ziel der bibelorientierten Hochschulevangelisation. Der Hauptsitz der Organisation ist in Chicago, Vereinigte Staaten.

## Ursprung und Geschichte
Als Gründungsdatum der UBF gilt der 22. bzw. 23. April 1961, als Sara Barry (* 1930), eine Missionarin der US-amerikanischen Southern Presbyterian Church, in Gwangju in Südkorea mit der Bibelarbeit unter den Studenten begann. Ihr erster Name war CSC (Christian Student Center). In Daejeon begann ab Juni 1962 eine Studentenmission von sieben Studenten des Daejeon College und ab November 1962 eine Studentenmission durch Melicent Huneycutt, ebenfalls eine US-amerikanische Missionarin der Southern Presbyterian Church. Die beiden Gruppen aus Daejeon und die Gruppe in Kwangju schlossen sich zusammen. Diese vereinte Gruppe wurde anschließend in UBF umbenannt und weitete ihre Aktivitäten auf andere koreanischen Universitätsstädte aus.
1969 gingen drei koreanische Krankenschwestern namens Inkyung Seo, Hwaja Lee und Dongran Sul als UBF-Missionarinnen nach Deutschland. Seitdem sandte UBF Korea kontinuierlich Laienmissionare aus, zunächst nach Deutschland und in die USA, später in andere Länder. Bis 2006 wurden 1.463 Missionare ausgesandt, wobei die Missionare der zwischenzeitlich aus der UBF hervorgegangenen Campus Mission International (CMI) getrennt gezählt wurden. Unter den nicht konfessionsgebundenen Gemeinden Koreas hatte UBF damit die meisten Missionare ausgesandt. Zu ihrem 50. Jubiläum veranstaltete UBF am 29. Mai 2011 in Seoul einen Weltmissionsbericht, an dem ca. 5.000 Menschen teilgenommen haben.

## Organisation und Verbreitung
UBF hat nach eigenen Angaben ca. 1.500 Missionare ausgesandt und ist mit eigenständigen Gemeinden in ca. 88 Ländern weltweit vertreten. Die Gemeinden halten jeweils eigene Gottesdienste ab. Die Größe der außerkoreanischen Gemeinden variiert von einer einzigen Familie bis hin zu 200 Gottesdienstbesuchern in den größeren Gemeinden. In Europa sind ca. 400 Missionare tätig.
In Deutschland sind fünf Vereine unter dem Namen "Universitäts-Bibel-Freundschaft" aktiv. Externe Informationen über die Mitgliederstärke oder Anzahl der deutschen Gemeinden gibt es aktuell nicht, nach eigenen Angaben hat die Organisation in Deutschland 15 Gemeinden.
Die Gemeinden der UBF arbeiten finanziell selbstständig. Enge Bindungen der Missionare bestehen jeweils zum aussendenden Heimatzentrum (vornehmlich in Korea). Dazu existieren die koordinierenden Funktionen des Generaldirektors, des International Advisory Boards und der Kontinental-Koordinatoren. Bisherige Generaldirektoren waren die Gründer Samuel Lee (bis 2002) und Sarah Barry (bis 2005) sowie John Jun (bis 2011) und Abraham Kim (seit 2011).
Lokal, regional und überregional halten die UBF-Gemeinden regelmäßig Konferenzen ab. Die UBF ist in Deutschland keine Körperschaft des öffentlichen Rechts und finanziert sich aus Spenden. Die meisten UBF Missionare finanzieren sich selbständig. Wonsuk Ma, der Direktor von OCMS, bezeichnete dies in seinem "UBF Case Study" als "UBF Professional Self-supporting Lay Missionaries". In Deutschland sind die Gemeinden in Köln, Bonn, München, Heidelberg und Mannheim jeweils eingetragene Vereine (e.V.).

## Lehre
Die Lehre der UBF stützt sich auf die Bibel. Sie bekennt sich zum dreieinigen Gott (Christentum), zur Bibel als dem inspirierten Wort Gottes, zur Sühnung durch den stellvertretenden Opfertod Jesu Christi, zur Auferstehung Jesu Christi und Wiederkunft Christi und zum aus allen Gläubigen bestehenden Leib Christi. Die Organisation bezeichnet sich auf ihrer Webseite selbst als evangelikal.
Die UBF-Gemeinden in Deutschland gebrauchen im Gottesdienst und bei der Bibelarbeit vornehmlich die Lutherbibel. Für das Bibelstudium gibt die UBF Fragebögen heraus, dazu ein Heft für die tägliche Bibellese, das „Tägliche Brot“.
Das Missionsmodell von UBF ist Ausbilden und Aussenden von Laienmissionaren. Laiemissionare haben Aufgaben sowohl als Berufstätige, als auch als Missionare.

## Aktivitäten
Hauptaktivitäten der UBF sind Bibelstudium zu zweit (engl.: one-to-one Bible study), Schreiben und Austauschen der Stellungnahmen, Lebensgemeinschaften, Leiter-Training und Gebet am frühen Morgen. UBF hält regelmäßig regionale, nationale und internationale Bibelkonferenzen ab. UBF bietet Studenten und Jugendlichen Gelegenheiten, Theater, Orchester, Sport und Singalong mitzumachen. UBF unterstützt Medical Missions. In Uganda wurde Bethesda Mission Hospital gegründet.

## Ökumene / Mitgliedschaften
In den USA ist UBF Mitglied der National Association of Evangelicals (NAE), des Evangelical Council for Financial Accountability (ECFA) und Cross Global Link.
In Korea ist UBF Mitglied von The Korea World Missions Association(KWMA) und Korean Inter-Missions Network(KIMNET).
In Deutschland arbeiten einige UBF-Gemeinden lokal mit Deutsche Evangelische Allianz zusammen. Deutschlandweit hat sich die UBF in den letzten Jahren vermehrt der überkonfessionellen Zusammenarbeit geöffnet. Bei einer Jugendkonferenz im Sommer 2011 nahmen Vortragende vom Bibelseminar Bonn, vom Oxford Center for Mission Studies und von Mission-Net teil.
Die UBF war Aussteller auf dem MissionNet-Kongress vom 28. Dezember 2011 bis 2. Januar 2012 in Erfurt. UBF arbeitet mit Open Doors Deutschland zusammen und nahm am Shockwave 2011 und 2012 teil.

## Kritik
Nach 2002 kam es weltweit zu internen Auseinandersetzungen über die weitere Ausrichtung der UBF. Als die Bemühungen um eine Reform scheiterten, trennten sich einige Gruppen von der UBF und gründeten die Campus Mission International (CMI).
Während UBF in ihrem Ursprungsland Südkorea als christliche Gemeinde anerkannt wird, ist sie in anderen Ländern, wie in Deutschland, Kanada oder den USA, umstritten und an einigen Hochschulen sogar verboten. UBF ist trotz interner Kritik und Abspaltungen noch aktiv. UBF wurde es durch die deutsche Hochschulrektorenkonferenz untersagt, an deutschen Hochschulen zu missionieren.